# Dustin Nippert
Dustin David Nippert, né le 6 mai 1981 à Wheeling (Virginie-Occidentale) aux États-Unis, est un joueur américain de baseball qui a évolué en Ligue majeure de baseball pour les Rangers du Texas de 2008 à 2012. Après la saison 2009, ce lanceur compte 81 matches joués pour une Moyenne de points mérités de 5,58. Depuis 2012, il joue avec les Doosan Bears, équipe de baseball sud-coréenne, à Séoul, avec le numéro 40.
Taille : 2,03 m
Poids : 103 kg

## Carrière
Après des études secondaires à la Beallsville High School de Beallsville (Ohio), Dustin Nippert suit des études supérieures à West Virginia University et l'Ohio Valley University.
Nippert est drafté le 4 juin 2002 par les Diamondbacks de l'Arizona au quinzième tour de sélection. Il signe son premier contrat professionnel le 9 juin 2002.
Il passe trois saisons en Ligues mineures avant d'effectuer ses débuts en Ligue majeure le 8 septembre 2005.
Nippert est transféré chez les Rangers du Texas le 28 mars 2008 en retour du jeune joueur de Ligues mineurs Jose Marte.
En 2012, il signe en Corée du Sud chez les Doosan Bears.

## Statistiques
En saison régulière
| Statistiques de lanceur |         |    |    |    |     |    |    |    |       |     |       |
| Saison                  | Équipe  | G  | GS | CG | SHO | V  | D  | SV | IP    | SO  | ERA   |
| 2005                    | Arizona | 3  | 3  | 0  | 0   | 1  | 0  | 0  | 14.2  | 11  | 5,52  |
| 2006                    | Arizona | 2  | 2  | 0  | 0   | 0  | 2  | 0  | 10.0  | 9   | 11,70 |
| 2007                    | Arizona | 36 | 0  | 0  | 0   | 1  | 1  | 0  | 45.1  | 38  | 5,56  |
| 2008                    | Texas   | 20 | 6  | 0  | 0   | 3  | 5  | 0  | 71.2  | 55  | 6,40  |
| 2009                    | Texas   | 20 | 10 | 0  | 0   | 5  | 3  | 0  | 69.1  | 54  | 3,88  |
| 2010¹                   | Texas   | 5  | 0  | 0  | 0   | 0  | 1  | 0  | 7.1   | 5   | 4,91  |
| Totaux                  | Totaux  | 86 | 21 | 0  | 0   | 10 | 12 | 0  | 218.2 | 172 | 5,56  |

En séries éliminatoires
| Statistiques de lanceur |         |   |    |    |     |   |   |    |     |    |      |
| Saison                  | Équipe  | G | GS | CG | SHO | V | D | SV | IP  | SO | ERA  |
| 2007                    | Arizona | 2 | 0  | 0  | 0   | 0 | 0 | 0  | 2.1 | 2  | 0,00 |
| Totaux                  | Totaux  | 2 | 0  | 0  | 0   | 0 | 0 | 0  | 2.1 | 2  | 0,00 |

- ¹ : après les matches du 18 avril 2010.

Note: G = Matches joués ; GS = Matches comme lanceur partant ; CG = Matches complets ; SHO = Blanchissages ; 
V = Victoires ; D = Défaites ; SV = Sauvetages ; IP = Manches lancées ; SO = retraits sur des prises ; ERA = Moyenne de points mérités.